# ジョラ＝フォニィ語
ジョラ＝フォニィ語（ジョラ＝フォニィご、英: Jola-Fonyi language、仏: Diola Fogny）は、セネガルのカザマンス地方で話されている言語である。

## 方言
以下の5つの方言がある。
- Kalounaye (dyo-kal)
- Buluf (dyo-bul)
- Fonyi (dyo-fon)
- Narang (dyo-nar)
- Kombo (dyo-kom)